# Johann (Kleve)
Johann von Kleve (* um 1292/93; † 19. November 1368) war von 1347 bis 1368 Graf von Kleve.

## Familie
Johann war der zweite Sohn aus der zweiten Ehe Graf Dietrichs VI./VIII. von Kleve mit Margareta von Neu-Kyburg. Da er zunächst eine geistliche Laufbahn eingeschlagen hatte, heiratete er erst spät, im Jahr 1348, Mechtild von Geldern, die Schwester Herzog Rainalds III. von Geldern, mit der er keine Nachkommen zeugte. Johann war allerdings Vater mehrerer unehelicher Kinder.

## Leben
Als jüngerer Sohn hatte Johann zunächst keine Aussicht auf eine Nachfolge in der Grafschaft Kleve. Spätestens 1310 hatte er eine geistliche Laufbahn eingeschlagen und war Kanoniker in Köln, Mainz, Trier, Utrecht und Xanten; von 1320 bis 1347 war er Dekan am Kölner Dom. 1318 traf er mit seinem Bruder Graf Dietrich IX. von Kleve eine Erbeinigung, durch die Johann zugleich Herr von Linn wurde. Um 1333 kam es zum Streit zwischen den beiden Klever Brüdern um die Erbfolge in der Grafschaft, da Graf Dietrich zwar drei Töchter, aber keinen Sohn hatte. Seit 1338 akzeptierte Dietrich offensichtlich die künftige Nachfolge seines Bruders. Johann konnte in den letzten Lebensjahren Graf Dietrichs großen Einfluss auf dessen Politik gewinnen.
Johann übernahm die Herrschaft in Kleve nach dem söhnelosen Tod seines Bruders Dietrich am 7. Juli 1347 und verzichtete auf seine geistlichen Würden. Durch eine Eheverbindung mit Mechtild von Geldern wurde Johann in den geldrischen Bruderkrieg zwischen Herzog Rainald III. von Geldern und dessen Bruder Eduard hineingezogen, wobei der Klever Graf die Seite Rainalds und der Hekeren unterstützte. Dieses Engagement brachte Kleve zwar den Gewinn der Stadt Emmerich, stürzte die Grafschaft aber in finanzielle Schwierigkeiten. Graf Johann gilt als bedeutender Modernisierer des Klever Territoriums, der insbesondere die gräfliche Kanzlei zu einer leistungsfähigen Behörde ausbaute (Registerführung seit etwa 1360).

## Nachfolge
Mit Johanns Tod 1368 starb das alte Klever Grafenhaus aus. Mehrere Bewerber konkurrierten um die Nachfolge in Kleve. Durchsetzen konnte sich schließlich Johanns Großneffe Adolf von der Mark, der Bruder des Grafen Engelbert III. von der Mark; die Mitbewerber Dietrich von Horn und Otto von Arkel blieben erfolglos. Das Haus Mark regierte Kleve bis 1609.